# Nazario Araújo
Nazario Araújo, född 25 maj 1945, är en argentinsk friidrottare. Han deltog vid olympiska sommarspelen 1972.